# 南布里斯托爾 (紐約州)
南布里斯托爾（英語：South Bristol）是一個位於美國紐約州安大略縣的鎮。

## 人口
根據2020年美國人口普查的數據，南布里斯托爾的面積為108.84平方千米，當中陸地面積為100.94平方千米，而水域面積為7.90平方千米。當地共有人口1651人，而人口密度為每平方千米15人。